# Santa Rita (Temozón)
Santa Rita es una localidad del municipio de Temozón, estado de Yucatán, en México. 

## Toponimia
El nombre (Santa Rita) proviene del católico de la Santa; Rita de Casia.

## Categoría política.
- 1890 - Hacienda
- 1921 - Ranchería
- 2015 - Comisaria

## Demografía
Según el censo de 2010 realizado por el INEGI, la población de la localidad era de 458 habitantes.